# Видовження мінералу
Ви́довження мінера́лу (рос.удлинение минерала, англ. elongation of mineral) — одна з фізичних констант мінералу. Розрізняють видовження позитивне (+), коли з напрямом видовження збігається більший показник заломлення ng, і негативне (-), коли з напрямом видовження збігається менший показник заломлення — nр.